# Harihari
Harihari ist ein kleiner Ort im Westland District in der Region West Coast auf der Südinsel von Neuseeland.

## Namensherkunft
Der Name Harihari bedeutet so viel wie „Krankenwagen“. Der Ort wird allerdings erst seit kurzem und auch nicht einheitlich so bezeichnet. Vorher trug er den Namen Hari Hari, was „zusammenkommen“ oder „Freude tragen“ bedeuten kann.

## Geographie
Der Ort liegt in einem flachen Küstenstreifen am Rande der Neuseeländischen Alpen, wo die Willberg Range endet. Mehrere Bäche durchfließen die Ansiedlung und strömen zum Wanganui River, der einige Kilometer nordwestlich in die Tasmansee mündet. Er bildet die nordöstliche Grenze der Willberg Range, während dies im Südwesten der Poerua River tut.

## Geschichte
Ursprünglich ließen sich Menschen bei Harihari zum Abbau von Holz nieder. Heutzutage sind jedoch weite Teile des Waldes geschützt.
Weitere Bekanntheit erhielt der Ort, als 1931 Guy Menzies in den Sümpfen nahe der Ortschaft eine Bruchlandung hinlegte. Dies war das Ende des ersten dokumentierten Solo-Überflugs der Tasmansee.

## Bevölkerung
In Harihari lebten 2018 237 Menschen, davon 117 Frauen und 120 Männer. 2006 waren es noch 264 Einwohner. Während der Anteil an unter 15 Jährigen im Vergleich zu 2006 um etwa 30 Prozent schrumpfte, verdoppelte sich der Anteil der über 65 Jährigen. Die Anzahl der ansässigen Māori erhöhte sich im gleichen Zeitraum von 21 auf 27.
Im Statistical Area Whataroa-Harihari lebten 2018 642 Menschen. Während der Median des Alters insgesamt bei etwa 40 Jahren lag, lag dieser bei den 84 Māori bei etwa 20 Jahren. 87,7 Prozent der Einwohner wurden in Neuseeland geboren.

## Politik
Das Urban Rural Area von Harihari erstreckt sich südlich entlang der Flanke der Neuseeländischen Alpen vom Poerua bis zum Wanganui River. Im Norden grenzt es an eine kleine Hügelformation. Die Fläche umfasst 50,43 km² und wird unter dem Urban Rural Code 2076 geführt. Es ist der nordöstlichste Teil des Statistical Area Whataroa-Harihari, das 	1136,25 km² umfasst. Dies ist Teil des Southern Ward in der Region West Coast.

## Infrastruktur
In West-Ost-Richtung führt der New Zealand State Highway 6 durch den Ort. Er kommt an der Küste aus südwestlicher Richtung von Haast und führt in nordöstlicher Richtung weiter nach Hokitika. Vom Highway abgehende Straßen führen zur Küste in die Mündungsbereiche des Poerua und Wanganui River.
In Harihari liegt die South Westland Area School, die von über 100 Schülern der Region besucht wird und die Schuljahre 1 bis 13 abdeckt.

## Tourismus
Der Ort dient als Ausgangspunkt für verschiedene Wanderungen entlang der Flüsse, die auch für Angler interessant sind, sowie zur Saltwater Lagoon.

### Sehenswürdigkeiten
Nahe der Ortschaft sind drei Baudenkmäler ausgewiesen. Die Willows Craft Cottage (No. 5049) und die Hendes Ferry Cottage (No. 5048) wurden als frühzeitige Bauwerke der Besiedlung bereits 1989 ausgewiesen. 2005 kam der Landeplatz von Guy Menzies, an dem ein Pfahl errichtet wurde, hinzu (No. 7637).